# Liu Xi
Liu Xi (chinesisch 劉曦 / 刘曦, Pinyin Liú Xī; * 17. April 1995) ist eine chinesische Tischtennisspielerin. Sie ist dreifache Jugend-Weltmeisterin sowie zweifache Jugend-Asienmeisterin.

## Werdegang
Liu Xi trat 2010 erstmals international in Erscheinung. Im Januar wurde sie bereits auf Platz 343 der ITTF-Weltrangliste geführt. Bei der Jugend-Asienmeisterschaft im selben Jahr holte sie sowohl im Einzel als auch mit der Mannschaft Gold. 2013 gewann sie bei der Jugend-Weltmeisterschaft in allen vier Wettbewerben (Einzel, Doppel, Mixed und Team) eine Medaille, davon dreimal Gold. Im Einzel unterlag sie im Halbfinale Gu Yuting. Außerdem nahm sie an ihrem ersten World-Tour-Turnier, den Japan Open teil. Das Halbfinale erreichte sie dabei im Einzel, musste sich dort aber Moon Hyun-jung geschlagen geben. Im Doppel zog sie mit Liu Gaoyang ins Achtelfinale ein. Der U-21-Wettbewerb endete für Liu nach einer Viertelfinalniederlage gegen Che Xiaoxi. Im Jahr 2014 sicherte sie sich mit Liu Gaoyang Silber im Doppel bei den Qatar Open. Danach war sie wegen der starken chinesischen Konkurrenz seltener international zu sehen. 2017 musste sie sich bei den German Open im Achtelfinale Zhu Yuling beugen. Im Jahr 2018 trat sie bei den Czech- und Bulgaria Open an, wobei sie bei Letzterem das Viertelfinale erreichte. Dort verlor Liu gegen Wang Yidi. 2019 holte sie Silber im Mixed bei den Canada Open.

## Turnierergebnisse
| Verband | Veranstaltung                        | Jahr | Ort            | Land | Einzel        | Doppel        | Mixed  | Team | U-21          |
| ------- | ------------------------------------ | ---- | -------------- | ---- | ------------- | ------------- | ------ | ---- | ------------- |
| CHN     | Challenge Series                     | 2019 | Markham        | CAN  | letzte 64     | Viertelfinale | Silber |      |               |
| CHN     | World Tour                           | 2019 | Panagjurischte | BUL  | letzte 64     |               |        |      |               |
| CHN     | World Tour                           | 2019 | Olmütz         | CZE  | letzte 16     |               |        |      |               |
| CHN     | World Tour                           | 2019 | Budapest       | HUN  | letzte 128    |               |        |      |               |
| CHN     | World Tour                           | 2019 | Busan          | KOR  | letzte 32     |               |        |      |               |
| CHN     | World Tour                           | 2018 | Panagjurischte | BUL  | Viertelfinale |               |        |      |               |
| CHN     | World Tour                           | 2018 | Olmütz         | CZE  | letzte 32     |               |        |      |               |
| CHN     | World Tour                           | 2017 | Magdeburg      | GER  | letzte 16     |               |        |      |               |
| CHN     | World Tour                           | 2014 | Doha           | QAT  | letzte 32     | Silber        |        |      |               |
| CHN     | World Tour                           | 2013 | Yokohama       | JPN  | Halbfinale    | letzte 16     |        |      | Viertelfinale |
| CHN     | Jugend-Asienmeisterschaft (Kadetten) | 2010 | Bangkok        | THA  | Gold          |               |        | Gold |               |
| CHN     | Jugend-Weltmeisterschaft             | 2013 | Rabat          | MAR  | Halbfinale    | Gold          | Gold   | Gold |               |